# 澤田勉
澤田 勉（さわだ つとむ、1937年11月26日 - ）は、日本の実業家、技術者。

## 経歴
東京に生まれる。
1956年福岡県立修猷館高等学校を経て、1960年東京大学工学部航空学科を卒業し日産自動車に入社。
日産自動車にて、1984年2月シャシー設計部長、1987年1月車体設計部長、1989年6月取締役となり、1992年6月にはゼクセル（現・ボッシュ）取締役を兼務する。1993年6月日産自動車常務取締役、1995年6月専務取締役を経て、1996年6月代表取締役副社長に就任する。1999年6月同社顧問となり、同年7月から2005年2月までルノー上席副社長（会長顧問）を務める。
1998年5月から2000年5月にかけて自動車技術会会長を務める。